# The Kinslayer

The Kinslayer — шостий сингл групи Nightwish та перший з третього студійного альбому Wishmaster. Сингл вийшов як інтернет реліз.

## Список композицій
1. «The Kinslayer» (3:59)

## Учасники запису
- Туомас Холопайнен — композитор, клавішні
- Емппу Вуорінен — гітара
- Юкка Невалайнен — ударні
- Тар'я Турунен — вокал
- Самі Вянскя — бас-гітара